# HD 183986
HD 183986，又名BD+35 3658，SAO 68417、HR 7419，是一颗恒星，视星等为6.25，位于銀經69.46，銀緯8.44，其B1900.0坐标为赤經19h 27m 9.7s，赤緯+36° 8.44′ 5″。